# Grèce aux Jeux olympiques d'été de 1948
L'équipe olympique grecque participe aux Jeux olympiques d'été de 1948 à Londres. Elle n'y remporte aucune médaille. Georgios Kalambokidis est le porte-drapeau d'une délégation grecque comptant 61 sportifs (60 hommes et 1 femme).